# Syrphus nitidifrons
Syrphus nitidifrons är en tvåvingeart som beskrevs av Becker 1921. Syrphus nitidifrons ingår i släktet solblomflugor, och familjen blomflugor.
Artens utbredningsområde är Spanien. Arten har ej påträffats i Sverige. Inga underarter finns listade i Catalogue of Life.